# NGC 7073
NGC 7073 is een spiraalvormig sterrenstelsel in het sterrenbeeld Steenbok. Het hemelobject werd op 25 augustus 1864 ontdekt door de Duitse astronoom Albert Marth.

## Synoniemen
- MCG -2-54-10
- MK 899
- IRAS 21267-1142
- PGC 66847